# Езожаны (гмина)
Езожаны (пол. Jeziorzany) — сельская гмина (волость) в Польше, входит как административная единица в Любартувский повет, Люблинское воеводство. Население — 2964 человека (на 2004 год).

## Поселения
1. Близоцин (пол. Blizocin)
2. Езожаны (пол. Jeziorzany)
3. Древник (пол. Drewnik)
4. Кремпа (пол. Krępa)
5. Прзиточно (пол. Przytoczno)
6. Скарбицеш (пол. Skarbiciesz)
7. Ставик (пол. Stawik)
8. Сточек-Коцки (пол. Stoczek Kocki)
9. Валентинув (пол. Walentynów)
10. Воля-Близоцка (пол. Wola Blizocka)

## Соседние гмины
1. Гмина Адамув
2. Гмина Баранув
3. Гмина Коцк
4. Гмина Михув
5. Гмина Серокомля
6. Гмина Уленж